# Prosopocoilus politus
Prosopocoilus politus es una especie de coleóptero de la familia Lucanidae.

## Distribución geográfica
Habita en Darjeeling, Assam (India).